# South Beaver
South Beaver  è una township degli Stati Uniti d'America, nella contea di Beaver nello Stato della Pennsylvania. Secondo il censimento del 2000 la popolazione è di 2.974 abitanti.

## Società

### Evoluzione demografica
La composizione etnica vede una prevalenza della razza bianca (98,02%) seguita da quella afroamericana (1,24%), dati del 2000.
| township di South Beaver Popolazione |       |
| 2000                                 | 2.974 |
| Stima al 2009                        | 2.843 |